# Torneo di Wimbledon 2014 - Doppio femminile per invito
Lindsay Davenport e Martina Hingis erano le detentrici del titolo, ma la Hingis ha deciso di partecipare al torneo di doppio femminile, mentre la Davenport ha giocato in coppia con Mary Joe Fernández.
Jana Novotná e Barbara Schett hanno sconfitto in finale Martina Navrátilová e Selima Sfar 6-0, 7–6(2).

## Tabellone

### Legenda
| - Q = Qualificato - WC = Wild card - LL = Lucky loser | - ALT = Alternate - SE = Special Exempt - PR = Protected Ranking | - w/o = Walkover - r = Ritirato - d = Squalificato |

### Finale
|  | Finale                          |                                 |                                 |   |    |  |
|  |                                 |                                 |                                 |   |    |  |
|  | Martina Navrátilová Selima Sfar | Martina Navrátilová Selima Sfar | Martina Navrátilová Selima Sfar | 0 | 62 |  |
|  | Jana Novotná Barbara Schett     | Jana Novotná Barbara Schett     | Jana Novotná Barbara Schett     | 6 | 7  |  |

### Gruppo A
|    |                                      | L Davenport MJ Fernández | A Keothavong C Martínez | I Majoli M Maleeva | M Navrátilová S Sfar | RR V-P | Set V-P | Game V-P | Posizione |
| A1 | Lindsay Davenport Mary Joe Fernández |                          | 6-3, 6-4                | 4-6, 7-5, [8-10]   | w/o                  | 1-2    | 3-2     | 23-19    | 3         |
| A2 | Anne Keothavong Conchita Martínez    | 3-6, 4-6                 |                         | w/o                | 0-6, 1-6             | 0-3    | 0-4     | 8-24     | 4         |
| A3 | Iva Majoli Magdalena Maleeva         | 7-5, 4-6, [10-8]         | w/o                     |                    | 3-6, 4-6             | 2-1    | 2-3     | 19-23    | 2         |
| A4 | Martina Navrátilová Selima Sfar      | w/o                      | 6-0, 6-1                | 6-3, 6-4           |                      | 3-0    | 4-0     | 24-8     | 1         |

La classifica viene stilata in base ai seguenti criteri: 1) Numero di vittorie; 2) Numero di partite giocate; 3) Scontri diretti (in caso di due giocatori pari merito ); 4) Percentuale di set vinti o di games vinti (in caso di tre giocatori pari merito ); 5) Decisione della commissione.

### Gruppo B
|    |                                   | T Austin H Suková | A Jaeger R Stubbs | J Novotná B Schett | N Tauziat A Temesvári | RR V-P | Set V-P | Game V-P | Posizione |
| B1 | Tracy Austin Helena Suková        |                   | 6-4, 6-4          | 7–6(5), 2-2, rit.  | 7-5, 6-2              | 2-1    | 5-1     | 34-23    | 2         |
| B2 | Andrea Jaeger Rennae Stubbs       | 4-6, 4-6          |                   | 2-6, 4-6           | 7-5, 6-2              | 1-2    | 2-4     | 27-31    | 3         |
| B3 | Jana Novotná Barbara Schett       | 6(5)–7, 2-2, rit. | 6-2, 6-4          |                    | 6-4, 6-2              | 3-0    | 5-1     | 32-21    | 1         |
| B4 | Nathalie Tauziat Andrea Temesvári | 5-7, 2-6          | 5-7, 2-6          | 4-6, 2-6           |                       | 0-3    | 0-6     | 20-38    | 4         |

La classifica viene stilata in base ai seguenti criteri: 1) Numero di vittorie; 2) Numero di partite giocate; 3) Scontri diretti (in caso di due giocatori pari merito ); 4) Percentuale di set vinti o di games vinti (in caso di tre giocatori pari merito ); 5) Decisione della commissione.